# Teatro Micaelense
O Teatro Micaelense localiza-se na cidade e município de Ponta Delgada, na ilha de São Miguel, nos Açores.
Encontra-se classificado como Imóvel de Interesse Público pela Resolução n.º 35/2002, de 7 de Fevereiro.

## História
Este teatro foi construído na década de 1950, por iniciativa da Companhia de Navegação Carregadores Açorianos e nomeadamente do seu director-delegado Francisco Luís Tavares (na fotografia, a discursar na inauguração do T.M.), com projeto do arquitecto Raul Rodrigues Lima.

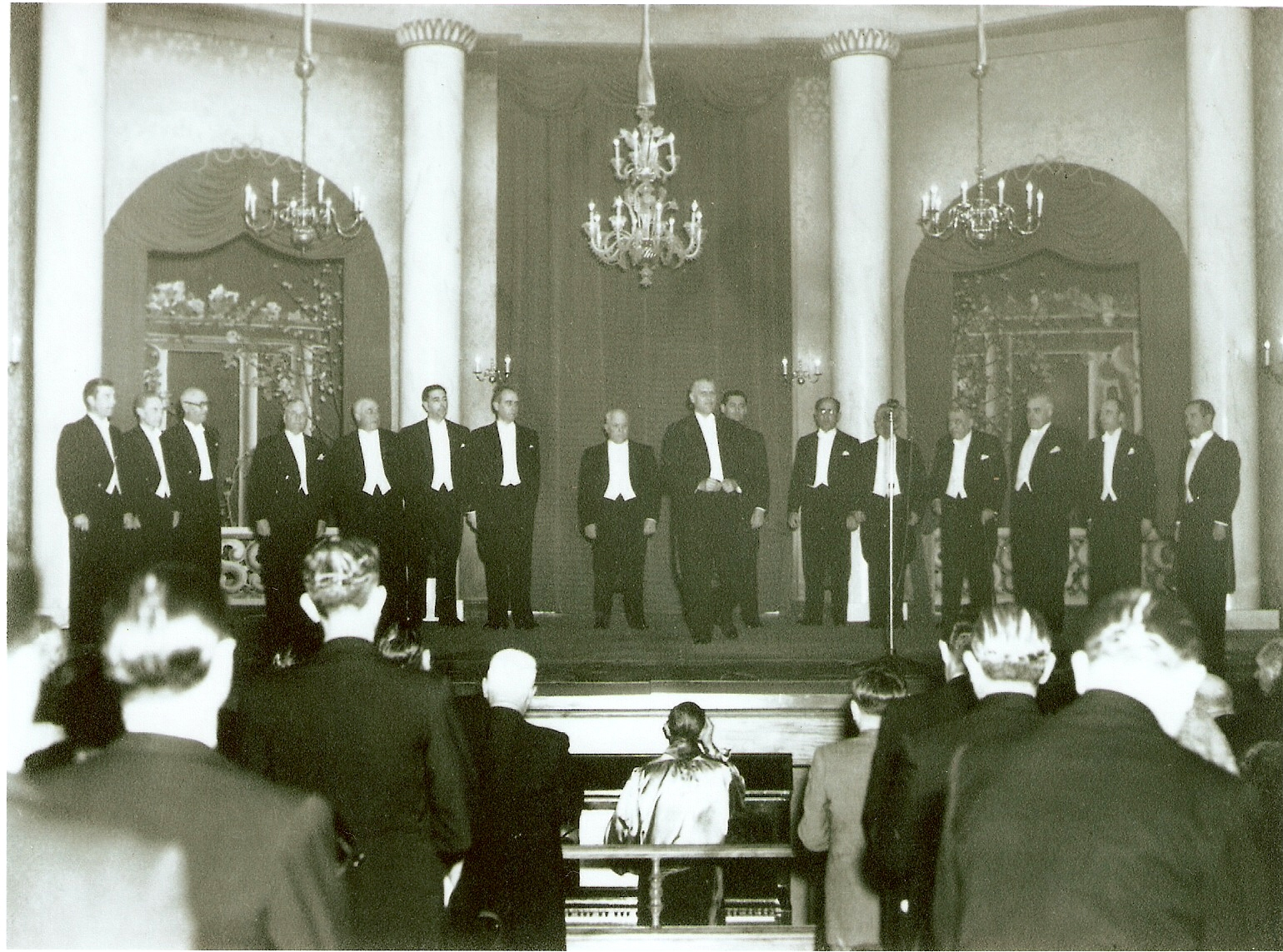
Inauguração Teatro Micaelense

Sofreu obras de remodelação e de adaptação a centro de congressos, tendo reaberto ao público no ano de 2004.
Durante o ano de 2008, o teatro recebeu mais de 37 mil espectadores, tendo passado diversas atividades, desde exposições fotográficas entre outros eventos.